# Ralf Steudel

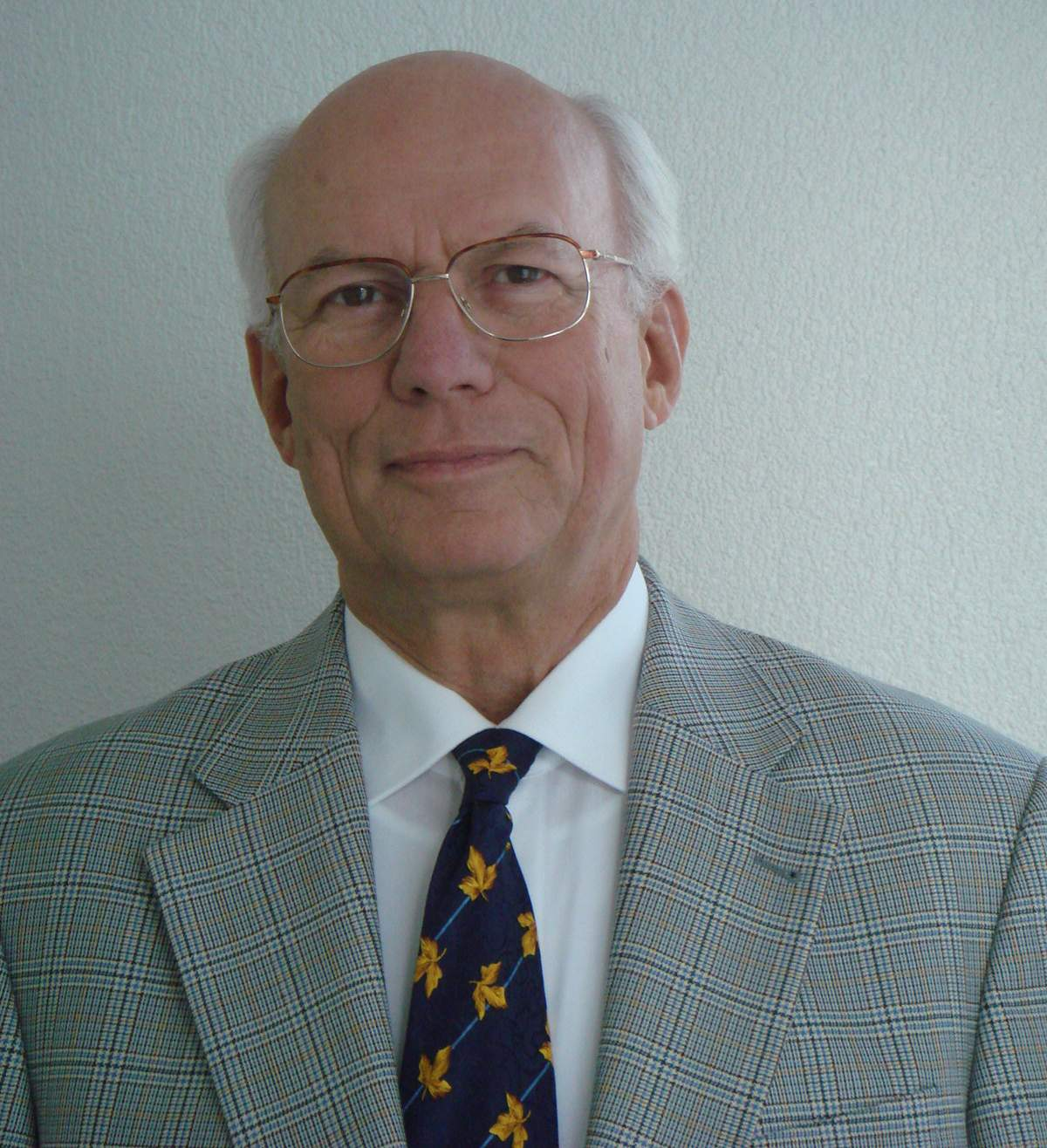
Ralf Steudel

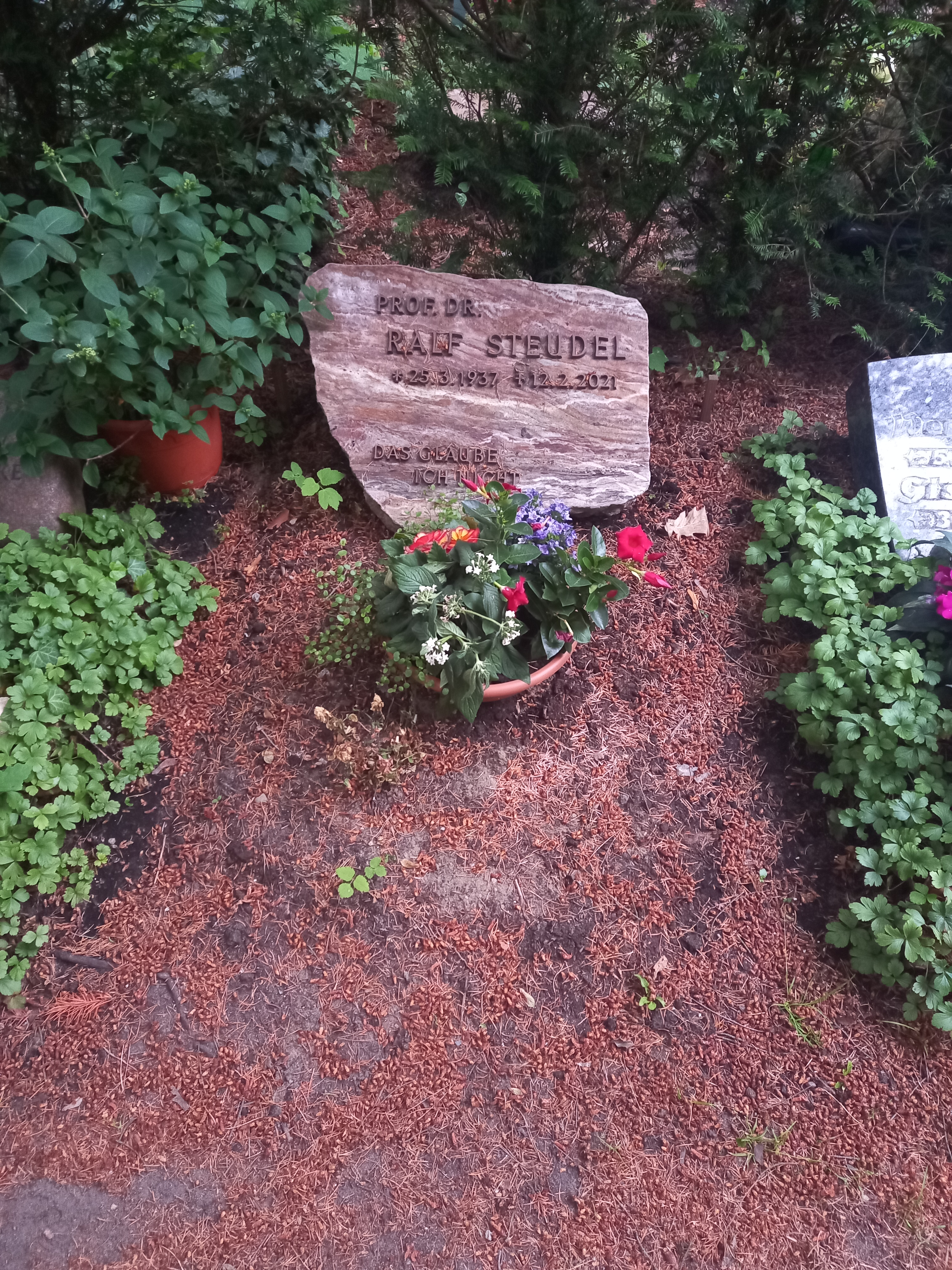
Das Grab von Ralf Steudel auf dem Friedhof Heerstraße in Berlin

Ralf Steudel (* 25. März 1937 in Dresden; † 12. Februar 2021 in Berlin) war ein deutscher Chemiker und Hochschullehrer. Steudel forschte vor allem über die Chemie der Nichtmetalle und des Schwefels und verfasste – neben wissenschaftlichen Originalveröffentlichungen – ein mehrfach aufgelegtes und übersetztes Lehrbuch Chemie der Nichtmetalle.
Ralf Steudel stammte aus einer Unternehmerfamilie. Der Großvater väterlicherseits war Horst Steudel (1872–1959), Gründer der Steudel-Werke, Hersteller von Automobilen und Motoren in Kamenz/Sachsen, die von 1940 bis zum Ende des Zweiten Weltkrieges von dessen Sohn Arno Steudel (1907–1981) geleitet wurden, der an der TH Dresden Maschinenbau studiert hatte. Großvater mütterlicherseits war der wohlhabende Kamenzer Textilkaufmann Curt Gierisch (1877–1947), dessen ältere Tochter Elfriede (1909–1994) im Jahre 1932 die Ehe mit Arno Steudel einging. Aus dieser Ehe gingen vier Kinder hervor: Renate (* 1933), Ralf (* 1937), Ingrid (* 1939) und Gert (* 1942).

## Leben
Ralf Steudel floh 1954 aus der DDR nach West-Berlin, begann im Sommersemester 1957 sein Chemiestudium an der Freien Universität Berlin und erlangte das Diplom im Fach Chemie im Sommer 1963. Im Frühjahr 1965 wurde er an der Technischen Universität Berlin im Arbeitskreis von Peter W. Schenk promoviert, wo er 1969 auch habilitierte; Schenk war seinerseits ein Schüler von Robert Schwarz (1887–1963) und Max Bodenstein (1871–1942). Von 1969 bis zu seiner Emeritierung im Jahr 2003 war Steudel Professor für Anorganische Chemie an der TU Berlin. Ab 2003 war er Professor emeritus. Vom September 1973 bis Juli 1974 war er als Gast von Richard C. Lord (1910–1989) „Visiting Professor“ am Spectroscopy Laboratory des Massachusetts Institute of Technology. Von 1974 bis 1978 erhielt er ein Karl-Winnacker-Stipendium und 2002 ein Stipendium der Japanese Society for the Promotion of Science (JSPS). Außerdem erhielt er Rufe auf Lehrstühle für Anorganische Chemie an den Universitäten Stuttgart (1980) und Köln (1987), die er ablehnte.

## Wissenschaftliche Arbeiten
Aus den langjährigen Forschungsarbeiten resultierten über 300 Publikationen, von denen die meisten der anorganischen und organischen Schwefelchemie zuzuordnen sind. Diese Publikationen wurden bis 2020 mehr als 7500 mal zitiert. Die drei meistzitierten Arbeiten von Steudel sind:
- Eigenschaften von Schwefel-Schwefel-Bindungen. In: Angewandte Chemie 87, 1975, S. 683–692, doi:10.1002/ange.19750871903; Angew. Chem. Int. Ed. Engl. 14, 1975, S. 655–664.
- Homocyclic Sulfur Molecules. In: Top. Curr. Chem. 102, 1982, S. 149–176, doi:10.1007/3-540-11345-2_10.
- (Hrsg.): Elemental Sulfur and Sulfur-Rich Compounds. In: Top. Curr. Chem. 230, 2003, S. 1–134.

Daneben beschäftigte sich Steudel mit der Selen-Chemie, besonders elementarem Selen, selenhaltigen Verbindungen und deren Charakterisierung mittels 77Se-NMR-Spektroskopie. Hinzu kommen Arbeiten zur Fluor-Chemie und der (auch anwendungsbezogenen) Zink-Chemie.
Neben experimentell-synthetischen Arbeiten zur anorganischen und organischen Schwefelchemie forschte Ralf Steudel an theoretisch-chemischen Fragestellungen; zu den letztgenannten trug insbesondere auch seine Ehefrau Yana in entscheidendem Maße bei.
Der Hirsch-Index von Ralf Steudel ist 40 (Stand: 2021). Damit zählt Steudel zu den weit überdurchschnittlich häufig in der Fachliteratur zitierten Wissenschaftlern.

## Auszeichnung
Eine besondere Auszeichnung erhielt Steudel durch die International Mineralogical Association. Ein Alumosilikat-Mineral der Cancrinit-Gruppe mit einer SO3-reichen Beimischung von Sulfit und Sulfat heißt seither Steudelit.

## Wissenschaftliche Kooperationen
Steudel pflegte wissenschaftliche Kooperationen mit 40 in- und ausländischen Forschern, die zu gemeinsamen Publikationen führten, unter anderem mit:
- Hans Bock, Chemische Institute, Universität Frankfurt
- Peter Brätter, Hahn-Meitner-Institut für Kernforschung, Berlin
- Tristram Chivers, Department of Chemistry, University of Calgary, Alberta, Canada
- Jacques Corset, Laboratoire de Spectrochimie Infrarouge et Raman, CNRS, Thiais, Frankreich
- David F. Eggers, Department of Chemistry, University of Washington, Seattle, USA
- Rolf Gleiter, Organisch-Chemisches Institut, Universität Heidelberg
- David Harpp, Department of Chemistry, McGill University, Montreal, Kanada
- Hans Hartl, Institut für Chemie, Freie Universität Berlin
- Josef Hormes, Physikalisches Institut, Universität Bonn
- Peter Hugo, Institut für Technische Chemie, Technische Universität Berlin
- Wolfram Koch, Institut für Organische Chemie, Technische Universität Berlin, seit 2002 Geschäftsführer der Gesellschaft Deutscher Chemiker[10]
- Achim Kröger, Institut für Mikrobiologie, Universität Frankfurt am Main
- Peter Luger, Institut für Chemie, Freie Universität Berlin
- Lauri Niinistö, Department of Chemistry, Helsinki University of Technology, Espoo, Finland
- Heinz Oberhammer, Institut für Physikalische und Theoretische Chemie, Universität Tübingen
- Thomas Rauchfuss, Department of Chemistry, University of Illinois, Urbana, USA
- David Scheschkewitz, Krupp-Lehrstuhl für Allgemeine und Anorganische Chemie, Universität des Saarlandes, Saarbrücken
- Helmut Schwarz, Institut für Organische Chemie, Technische Universität Berlin
- Konrad Seppelt, Institut für Chemie, Freie Universität Berlin
- Hans G. Trüper, Institut für Mikrobiologie und Biotechnologie, Universität Bonn
- Wong Ming Wah, Department of Chemistry, National University of Singapore

## Veröffentlichungen (Lehrbücher)
- (mit Ingo Krossing und Yana Steudel): Chemie der Nichtmetalle : Synthesen – Strukturen – Bindung – Verwendung, 4., vollständig neu bearbeitete Auflage, Berlin ; Boston, Mass. : De Gruyter 2014, ISBN 978-3-11-030439-8 (erste Auflage 1974, englische Ausgaben 1977 und 2020).
- (als Übersetzer und Herausgeber): Anorganische Chemie : Prinzipien von Struktur und Reaktivität, Autoren: James E. Huheey, Ellen A. Keiter, Richard L. Keiter, 5., vollständig überarbeitete Auflage, Berlin; Boston, Mass.: De Gruyter 2014, ISBN 978-3-11-030433-6.